# Рибчин Іван
Іван Рибчин (5 вересня 1892, с. Братишів, Тлумацький повіт, Королівство Галичини і Володимирії, Австро-Угорщина – 17 січня 1970, м. Сідней, Австралія) — педагог та соціолог, дійсний член НТШ (з 1962), учитель гімназії та довголітній голова Філії Товариства «Учительська Громада» у Станиславові.

## Життєпис
Народився у селі Братишів (нині Івано-Франківський район Івано-Франківської області). Навчався у народних школах у рідному селі, а також у м. Нижнів.  Закінчив українську гімназію у м. Станиславів (нині Івано-Франківськ). З 1913 р. навчався на філософському факультеті Чернівецького університету.
З 1914 - доброволець Легіону УСС. Воював у сотні Д. Вітовського, пізніше в сотні Р. Дудинського. Демобілізований за станом здоров’я. Продовжив навчатися у Віденському університеті. У березні 1917 р. склав філософсько-педагогічний іспит. З 15 жовтня 1917 р. працював учителем в українській гімназії у м. Станиславів.
З грудня 1918 секретар повітової УНРади. Редактор щоденника “Нове Життя”. У січні 1919 року вступив до УГА. Підхорунжий. У  квітні 1919 приділений до закордонної місії  І.Коссака для переговорів з італійським урядом щодо повернення додому військовополонених українців – колишніх вояків австро-угорської армії. Діяв також при місії УЧХ в місті Лінц, Інсбрук (нині обидва Австрія). Редагував інформаційний листок, надавав матеріальну допомогу звільненим з полону.
У 1920 переїхав до м. Відень. 9 грудня 1921 захистив докторську дисертацію у  Віденському університеті.  У січні 1922 повернувся до Станиславова. До вересня 1924 працював у місцевій українській гімназії, опісля переведений шкільною кураторією до 2-ї державної гімназії (польськомовної), де працював до вересня 1939. Водночас викладав у дівочій гімназії “Рідної школи”, гімназії та ліцеї ЧСВВ. 
Член товариств “Просвіта”, “Рідна школа”, у 1923–33  – голова “Учительської громади” в м. Станиславів. 1933–36 – член Головного виділу “Учительської громади” в м. Львів. 
У 1939–41 працював в інспектораті народної освіти, директор СШ № 11, восени 1940 – СШ № 8 м. Станіслав. У вересні 1941 – липні 1944 р. – шкільний інспектор.
У липні 1944 виїхав з  родиною до Австрії. Працював у  земельному управлінні м. Фельдбах. З червня 1945 проживав у м. Ґрац, працював в Інституті славістики місцевого університету, очолював українські гімназійні курси. Згодом доцент кафедри історії і соціології східних слов’ян у Ґрацькому університеті. У жовтні 1950 р. виїхав до Австралії, де проживав у м. Бруквейл. 
Працював учителем англійської, німецької, латинської та грецької мов, історії і географії. Член НТШ, секретар, заступник, з 1962 – голова місцевого відділення НТШ. Член редколегії видання “Українці в Австралії”.
Помер і похований у м. Сідней.

## Праці
- «Істота й дія індивідуального і соціяльного змагання» (Відень, 1922)
- «Соціопсихічна динаміка українського козацтва» (Ґрац, 1950)
- «Геопсихічні реакції і вдача українця» (1966, Мюнхен[1]),
- «Динаміка українського козацтва» (Наук. Записки Укр. Техн.-Госп. Інституту, 1970),
- статті з ділянки соціопсихології та соціальної філософії.
- художній роман «Розпорошені сили».